# Ramón Ayerra Alonso
Ramón Ayerra Alonso (Segòvia, 1 de gener de 1937 - Madrid, 1 de juliol de 2010) va ser un jurista, escriptor i humorista espanyol.

## Trajectòria
Va ser fill d'Eustaquio Ayerra Rodríguez, tinent coronel d'artilleria de l'exèrcit espanyol, i de Natividad Alonso Sainz. Després d'aconseguir la llicenciatura en Dret va ingressar a l'Administració de l'Estat com a funcionari del Cos Tècnic Superior de l'Administració Civil, i es va traslladar al Ministeri de Treball espanyol a Madrid; per a aquesta entitat va publicar, sol o en col·laboració amb Alejandro Mulas, més de cinquanta recopilacions legals i comentaris sobre molt diverses ordenances laborals, lleis i sentències de diferents sectors productius de la societat espanyola entre 1974 i 1978. Va arribar a ser sotsdirector general d'aquest ministeri.
Va publicar els seus primers textos literaris al periòdic El Adelantado de Segovia. Com a escriptor, després d'haver-se iniciat en la literatura de viatges i en la poesia, va publicar nombroses novel·les satíriques i humorístiques i va col·laborar en diversos diaris i revistes (per exemple, a l'humorístic-satírica El Cochinillo Feroz, a la qual el va encaminar el seu amic Antonio Madrigal, i en la qual va tenir la secció "Galeria de notables"). El 12 de setembre de 1968 es va casar a Segòvia amb la gal·lerista i pintora María Angelina de Contreras y López de Ayala — 3a baronessa d'Hermoro —, filla de Juan de Contreras y López de Ayala — 9è marquès de Lozoya —, de la qual va tenir una filla. Gairebé va assolir la trenca de finalistes del premi Planeta amb la seva novel·la La tibia luz de la mañana (1979) i va ser finalista del mateix amb Los terroristas (1981). Va fer amistat amb Luis Felipe Vivanco, Juan Benet i Jaime Delgado. No obstant això, molt allunyat dels cercles editorials, a partir de La lucha inútil (1984) els seus llibres només van aparèixer en editorials d'escassa difusió. Va morir l'1 de juliol de 2010 a Madrid, als setanta-tres anys, i les seves restes van ser incinerades com ell desitjava.

## Literatura
La seva narrativa, de biaix fonamentalment pessimista (acostumava a recordar la cita de Fernando Pessoa: «Sigui el que fos, millor no haver nascut») conjuga un llenguatge oral castís i de carrer amb una cuidada sintaxi de prosa clàssica i una gran sensibilitat lingüística als matisos expressius, àdhuc sent aliè a la delicadesa del bon gust i acostant-se de vegades a l'expressionisme i l'esperpent per la descripció de les situacions grotesques en què abunda, sent alguna cosa influïda pel tremendisme i el carpetà-vetonisme de Camilo José Cela, al que aporta no obstant això un superior sentit de l'humor sobre una anàlisi similar de la violència implícita a l'Espanya profunda. El seu llenguatge és clàssic alhora que oral en la seva rica i selecta abundància de refranys, dites, frases fetes i expressions molt utilitzades als carrers, camps, escoles i carreteres. Humorista sempre, acostumava a fer broma sobre el seu lloc de naixement a les solapes dels seus llibres («En un lloc d'Euskadi», «Corleone», «Sachsenhausen», etc.).
La seva obra mestra pot considerar-se Las amables veladas con Cecilia (1978, 2a. ed. 1982), hilarant recopilació d'històries explicades a la malalta que dona títol al llibre i que al final se suïcida. En una altra obra, El jardín de las naciones, narra com una taula de conferències dona lloc a una sèrie de monòlegs en què es contraposen diferents cosmovisions del món, vagament relacionades amb el país al fet que representa cada personatge. A Los terroristas (1981), el protagonista és un periodista que mor assassinat per un comando d'ancians activistes armats gelosos de la seva joventut.

## Obres

### Narrativa
- La España Imperial, Barcelona: Editorial Sedmay, 1977. Reeditat com a La España imperial: notas de viaje Barcelona: Laia, 1981
- Las amables veladas con Cecilia. Madrid: Digesa, 1978
- Los ratones colorados. Pamplona: Ed. Peralta, 1979
- Crónica de un suceso lamentable. Barcelona: Laertes, 1980
- La tibia luz de la mañana. Barcelona: Laia, 1980
- Los terroristas. Barcelona: Planeta 1981
- El jardín de las naciones Madrid: Debate, 1981
- Crónica de Heriberto de Prusia, Abab de Lingen. Text de Ramón Ayerra i il·lustrat amb gravats a l'aiguafort originals de Joaquín Capa. Madrid: Joaquín Capa, 1981
- Shir Bathimbal va de viaje. Barcelona: Argos Vergara, 1982
- Metropol. Barcelona: Laia, 1982
- Una meditación holandesa. Madrid: Penthalon, 1982
- La lucha inútil. Madrid: Debate, 1984
- Apuntes sobre el maestro: libro homenaje a Agapito Marazuela. A cura d'Eugenio Urrialde; col·laboren Ramón Ayerra i altres. Segovia: Comisión de homenaje de Agapito Marazuela, 1984
- El largo camino Barcelona: Pirene, 1988
- Los días más aciagos Madrid: Ediciones Libertarias, 1990
- El crimen del Paseo de la Habana Segovia: Caja de Ahorros de Segovia, 1991
- Portugueses Madrid: Libertarias, 1992.
- Plaza Weyler: cuentos Madrid: Huerga y Fierro, 1996
- Un caballero ilustrado: relatos Madrid: Huerga y Fierro, 1998
- Gente ligera de cascos Madrid: Huerga y Fierro, 2000.
- El jardín de los Nielsen. Madrid: Huerga & Fierro, 2003
- El capitán y la gloria: novela Madrid: Huerga y Fierro, 2004
- La vida y la muerte en Oporto, 2008.

### Poesia
- Las pequeñas cuestiones, carta-pròleg de Luis Felipe Vivanco. Madrid: Cultura Hispánica, 1973.
- Bajo los limoneros, 2009 (lírica).
- La isla encantada, 2010 (lírica).